# Psilocybe
Psilocybe (Fr.) P. Kumm. 1871 è un genere di funghi basidiomiceti appartenente alla famiglia delle Hymenogastraceae.
Ad esso appartengono funghi privi di interesse alimentare, ma che in diverse zone del mondo vengono consumati per le proprietà psichedeliche dovute agli alcaloidi psicotropi psilocina e psilocibina in essi contenuti, che hanno uno spiccato effetto sul sistema nervoso centrale. I due alcaloidi vennero isolati nel 1958 dal chimico svizzero Albert Hofmann che intendeva appurare affinità e differenze tra funghi psichedelici e l'LSD di sua invenzione, sintetizzato a partire dall'ergot.

## Etimologia
Il termine Psilocybe significa «con la testa nuda» (dal greco psilos = spogliato e kube = testa).

## Descrizione
Gli Psilocybe sono funghi di piccole dimensioni con aspetto mycenoide o collybioide. Le lamelle sono ventricose ascendenti largamente adnate. Il colore della sporata è bruno-nerastro tendente al violaceo scuro e l'ambiente di crescita prevalente è caratterizzato da substrati di deiezioni animali e residui vegetali.
Il cappello è generalmente liscio, glabro e con aspetto viscido.
Il gambo si presenta piuttosto variabile da quasi liscio a fibrilloso-squamuloso, e spesso visibile un residuo di velo parziale sotto forma di sottile anellino fugace. A volte, in particolare alla sua base, sono presenti colorazioni verdi-bluastre.

## Tassonomia

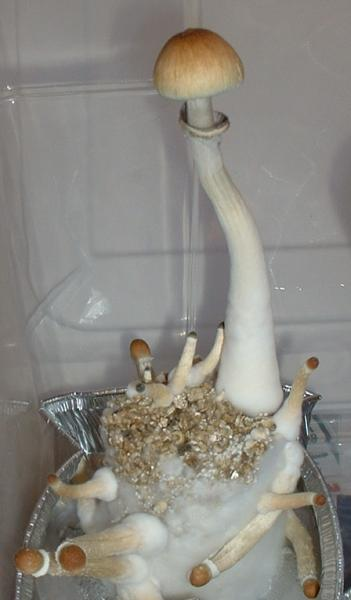
P. cubensis coltivata in casa

Alcune specie incluse sono:
| - Psilocybe argentipes - Psilocybe atrobrunnea - Psilocybe aztecorum - Psilocybe azurescens - Psilocybe baeocystis - Psilocybe bohemica - Psilocybe caerulescens - Psilocybe caerulipes - Psilocybe caeruloannulata - Psilocybe callosa - Psilocybe collybiodes - Psilocybe coprinifacies - Psilocybe coprophila - Psilocybe cordispora - Psilocybe crobulus - Psilocybe cubensis - Psilocybe cyanescens - Psilocybe cyanofibrillosa - Psilocybe eucalypta - Psilocybe fagicola - Psilocybe fimetaria - Psilocybe hoogshagenii - Psilocybe inquilina - Psilocybe kumaenorum - Psilocybe liniformans - Psilocybe mairei | - Psilocybe merdaria - Psilocybe mexicana - Psilocybe muscorum - Psilocybe natalensis - Psilocybe pelliculosa - Psilocybe pseudobullacea - Psilocybe quebecensis - Psilocybe samuiensis - Psilocybe semilanceata - Psilocybe serbica - Psilocybe silvatica - Psilocybe squamosa - Psilocybe stuntzii - Psilocybe subaeruginascens - Psilocybe subaeruginosa - Psilocybe subcaerulipes - Psilocybe subcubensis - Psilocybe subyungensis - Psilocybe tampanensis - Psilocybe uruguayensis - Psilocybe venenata - Psilocybe wassonii - Psilocybe weilii - Psilocybe yungensis - Psilocybe zapotecorum |

## Galleria d'immagini

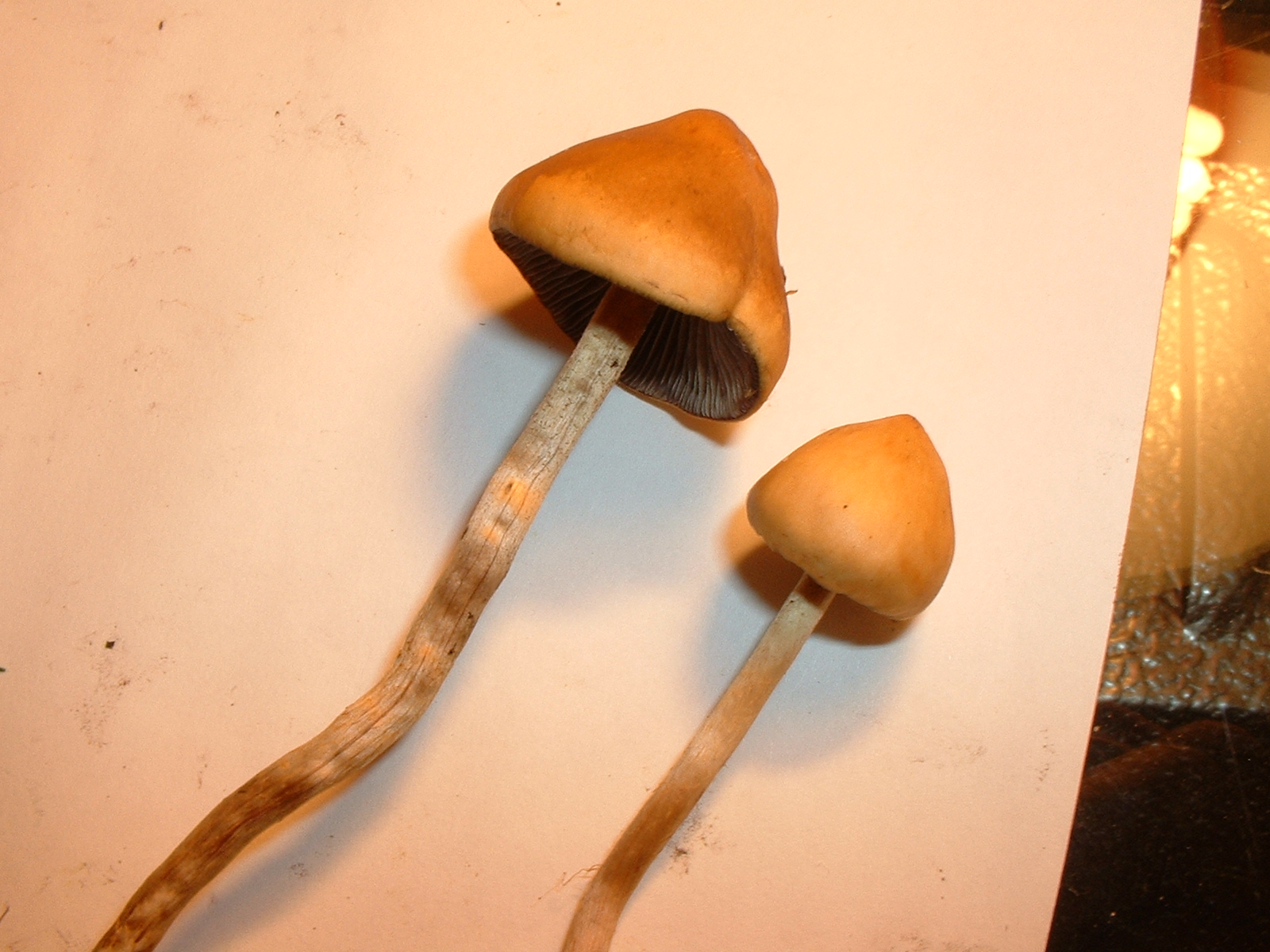
Psilocybe sp.
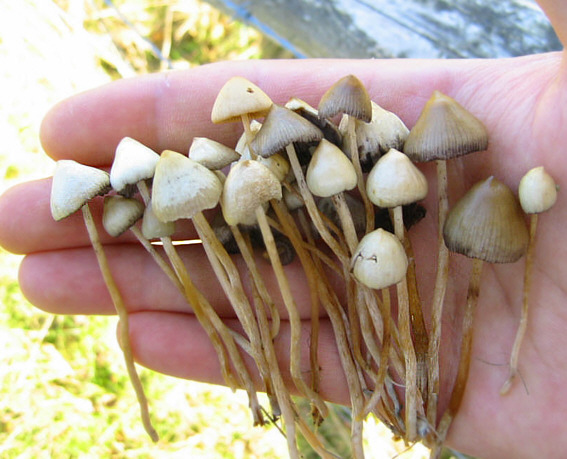
Psilocybe semilanceata
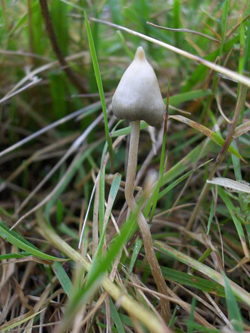
Psilocybe semilanceata